# 普莱恩斯 (佐治亚州)
普莱恩斯（英語：Plains）是位于美国佐治亚州萨姆特县的城市。根据美国人口调查局2000年统计，共有人口637人，是阿梅里克斯小都市统计区域的一部分。

## 著名人物

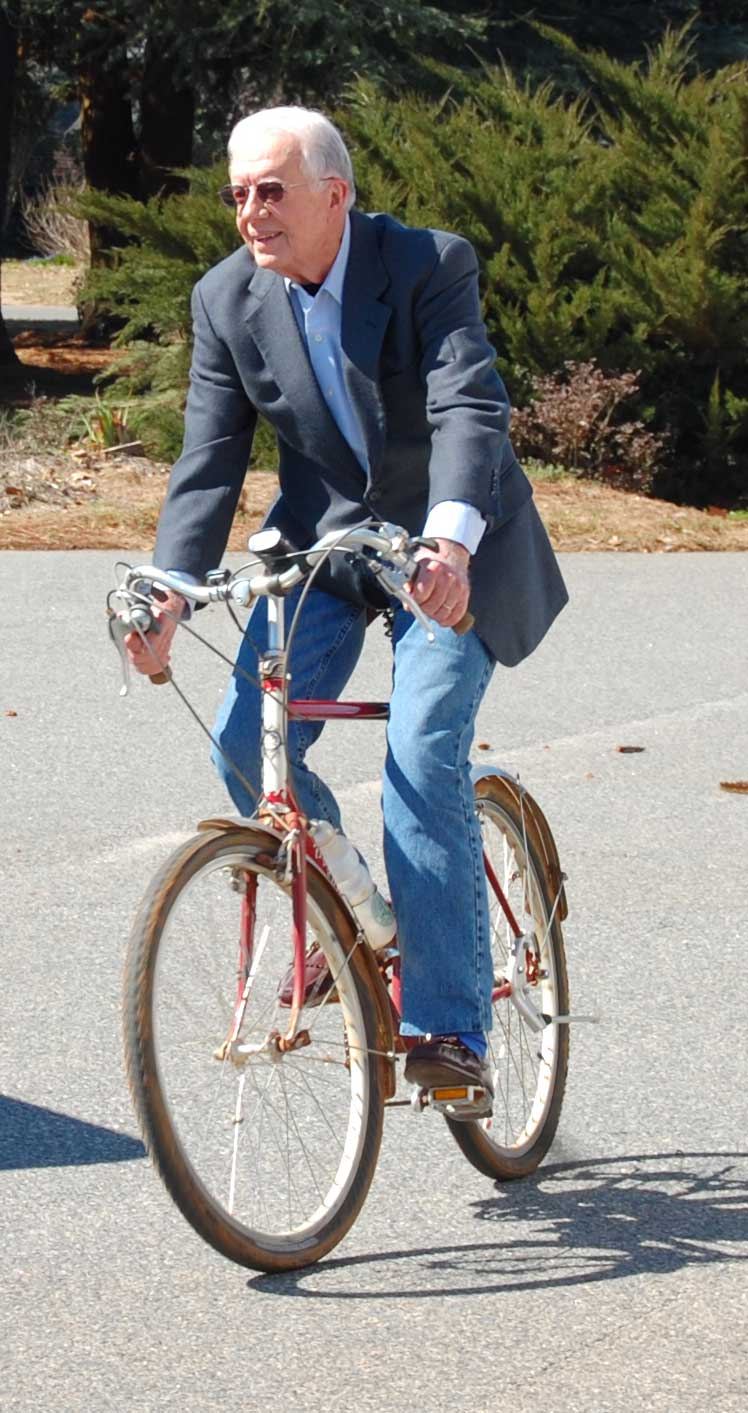
吉米·卡特在普莱恩斯骑行自行车 (2008年)

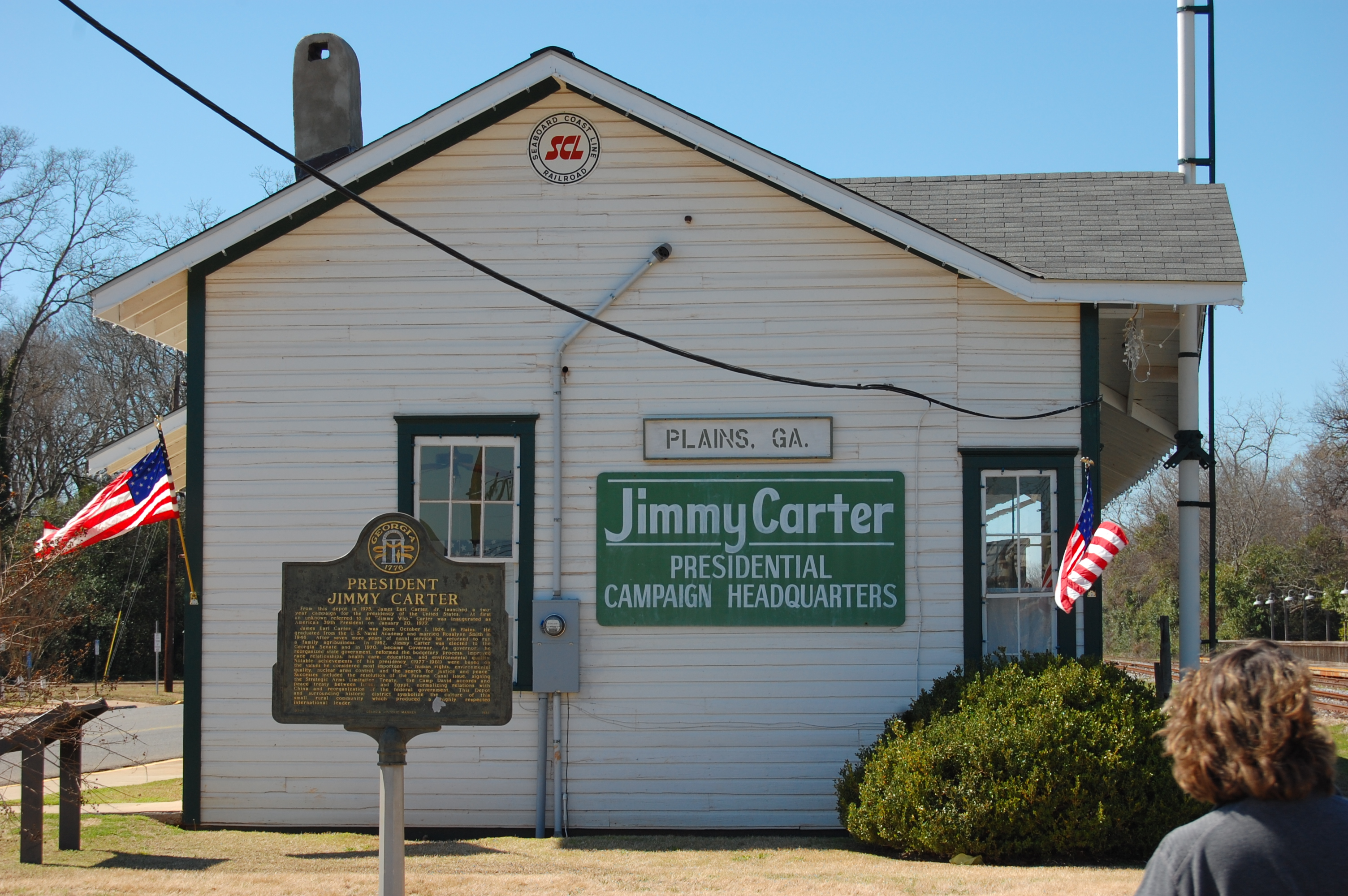
卡特竞选总部

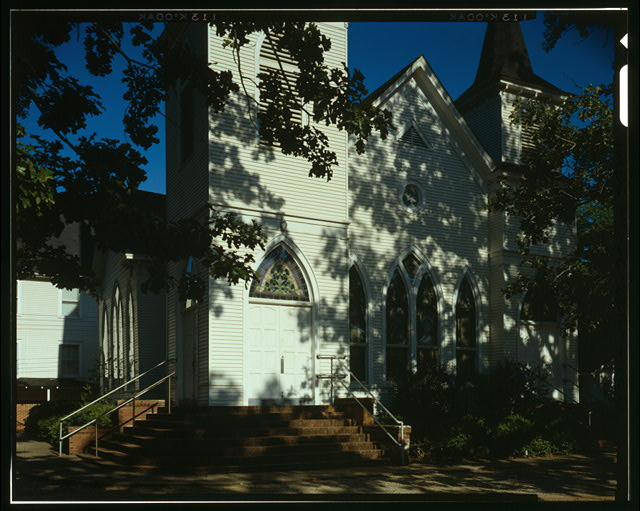
普莱恩斯浸会教堂

美国第三十九任总统吉米·卡特与其夫人、卡特的弟弟比利·卡特 、妹妹露丝·卡特·斯特普尔顿、表兄休·卡特都出生在普莱恩斯。卡特夫妇去世前仍住在此地。

## 地理
根据美国人口普查局的数据，普莱恩斯总面积为0.8平方英里(2.1平方公里)，且为一个独特的圆形城镇，其圆心点位于北纬33.4553°，西经83.0813°。
普莱恩斯附近有安德森维尔国家历史遗址和国家战俘博物馆，还有一个非营利性的多种族、多文化、财产共同拥有的基督教社区——歌邻农场（Koinonia Farm）。佐治亚西南州立大学（Georgia Southwestern State University，简称GSW）位于萨姆特县的县治阿梅里克斯，其中一些大学生选择住在普莱恩斯，进行宗教活动。兰普金县与斯图尔特县交界处的城镇韦斯特维尔，也在普莱恩斯附近，重建了一个十九世纪中叶风貌的城市，描绘了历史上佐治亚州的生活场景。

## 人口
根据2000年美国人口普查数据，普莱恩斯共有人口637人，有215户住户和136个家庭居住此地，其中白人占38.62%、非裔美国人占59.81%、1.26％的人口来自其他种族，另有0.31%的人口为两个或两个以上的不同种族联姻产生的后代、2.83%为拉丁裔美国人。人口密度为每平方英里780.0人(每平方公里299.9人)。城内共有244套住房，平均每平方英里有298.8套住房(每平方公里有114.9套住房)。
普莱恩斯人口年龄结构为：18岁以下人口在全体人口占24.6%、18到24岁人口占8.5%、25到44岁人口占16.5%、45到64岁人口占20.3%，另有30.1%的人口为65岁或以上，平均年龄为45岁。普莱恩斯的人口性别比为69.0，18岁或以上人口性别比58.9。
普莱恩斯住户平均收入为26719美元，家庭平均收入29375美元。人均收入为11602美元，其中男性人均收入高于女性，两者分别为24375美元与16406美元。约有22.2％的家庭和25.6％的人口生活在贫困线之下，其中包括47.2％的18岁以下的未成年人和17.3％的65岁或以上的老人。

## 姐妹城市
- 臺灣高雄市[6]：高雄市1977年人口已超过百万[7]，1979年改制为直辖市。1977年1月20日，卡特宣誓就任，此后不到三个月，1977年4月8日高雄市与普莱恩斯结为姐妹城市。1978年12月，卡特总统宣布与中华民国断交转而承认中华人民共和国。